# Johannes Hintz
Johannes Hintz (1 de octubre de 1898 - 21 de mayo de 1944) fue un general alemán durante la II Guerra Mundial. Fue condecorado con la Cruz de Caballero de la Cruz de Hierro de la Alemania Nazi. Hintz fue herido en un accidente de automóvil el 14 de mayo de 1944 en París y murió el 21 de mayo de 1944. Fue promovido póstumamente a Generalleutnant.

## Condecoraciones
- Cruz de Caballero de la Cruz de Hierro el 29 de julio de 1940 como Oberstleutnant y comandante del Flak-Regiment 101[1]